# Henrietta Ajaegbu
Henrietta Ajaegbu (* 1979) ist eine ehemalige nigerianische Leichtathletin, die sich auf den Sprint spezialisiert hat. Ihren größten Erfolg feierte sie mit dem Gewinn der Goldmedaille in der 4-mal-100-Meter-Staffel bei den Afrikameisterschaften 1998 in Dakar.

## Sportliche Laufbahn
Erste internationale Erfahrungen sammelte Henrietta Ajaegbu bei den Afrikameisterschaften 1998 in Dakar, bei denen sie in 23,78 s den achten Platz im 200-Meter-Lauf belegte und mit der nigerianischen 4-mal-100-Meter-Staffel in 43,75 s gemeinsam mit Endurance Ojokolo, Funmilola Ogundana und Rose Aboaja die Goldmedaille gewann. Es blieb ihr einziger Meisterschaftseinsatz, ehe sie 2004 ihre aktive sportliche Karriere im Alter von 25 Jahren beendete.

## Persönliche Bestleistungen
- 100 Meter: 11,2 s (−1,0 m/s), 6. Juli 1999 in Getafe
- 200 Meter: 23,78 s (−0,9 m/s), 22. August 1998 in Dakar